# 維爾薩普塞山脈

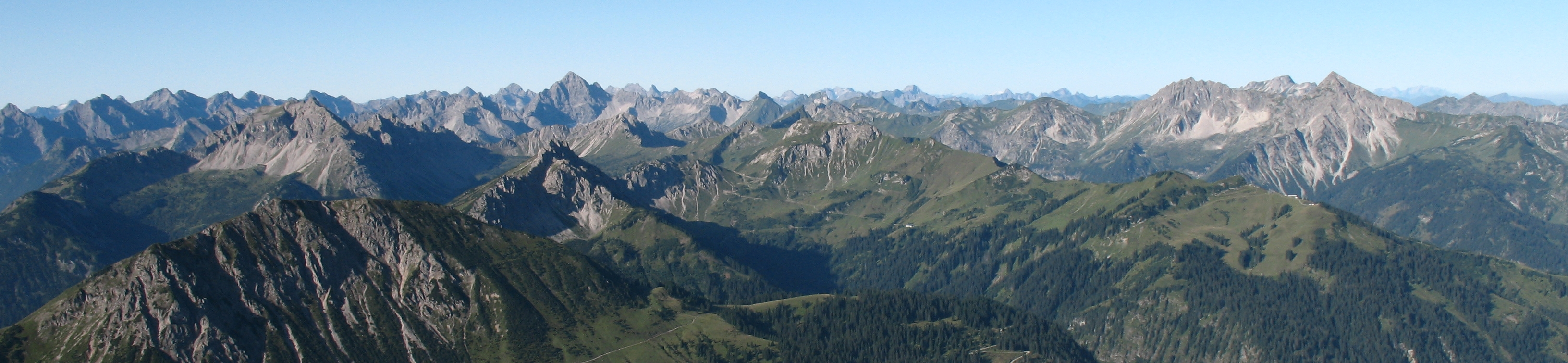

47°27′46″N 10°30′8″E / 47.46278°N 10.50222°E
維爾薩普塞山脈（德語：Vilsalpseeberge），是中歐的山脈，位於奧地利和德國接壤的邊境，屬於阿爾高阿爾卑斯山脈的一部分，最高點萊拉赫峰海拔高度2,274米。